# 科林斯軍營

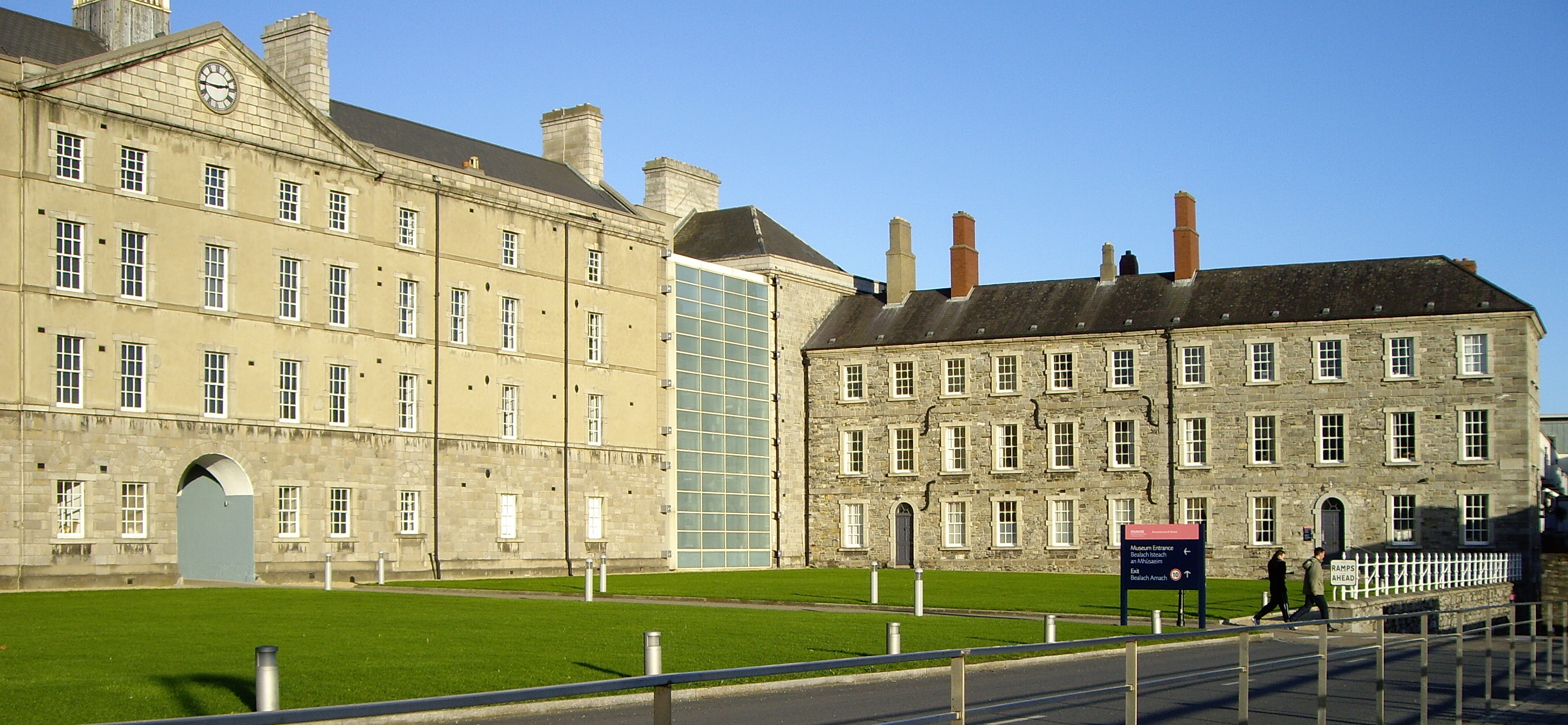
科林斯營房

科林斯軍營（英語：Collins Barracks）是一座位於愛爾蘭首都都柏林的一座前兵營建築。這座建築現在作為愛爾蘭國家博物館-裝飾藝術和歷史館的展館使用。英國軍隊和愛爾蘭軍隊都曾在這裡駐軍。這座軍營是世界歷史最古老的軍營建案之一，修建於1702年。

## 外部連結
- Official Site – National Museum of Ireland – Decorative Arts and History （页面存档备份，存于）